# Grupa Armii Kurlandia

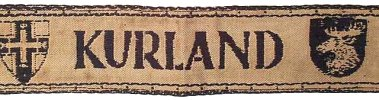
Opaska

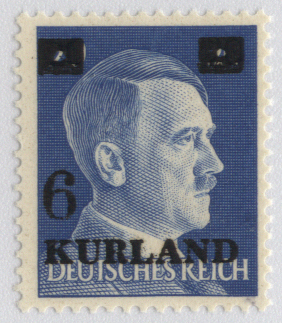
Znaczek pocztowy

Grupa Armii Kurlandia (niem. Heeresgruppe Kurland) – niemiecka grupa armii z okresu II wojny światowej.

## Formowanie i walki
Utworzona w styczniu 1945 roku w Kurlandii, na Łotwie, z odciętych tam przez Armię Czerwoną od 10 października 1944 jednostek Grupy Armii Północ. Walczyła tam do maja 1945 roku. Część wojska opuściła Półwysep Kurlandzki i została ewakuowana na Pomorze Zachodnie i Półwysep Helski. W momencie kapitulacji grupa armii liczyła około 180 tys. żołnierzy.

## Dowództwo grupy armii
Dowódcy :
- gen. por. Lothar Rendulic (do 26.01.1945)
- gen. por. Carl Hilpert (26.01.1945 - 30.01.1945)
- gen. por. Heinrich von Vietinghoff-Scheel (30.01.1945 – 10.03.1945)
- gen. por. Lothar Rendulic (10.03.1945 - 24.03.1945)
- gen. por. Carl Hilpert (25.03.1945 – do kapitulacji w maju 1945)

Szef sztabu :
- gen. por. Friedrich Foertsch (od utworzenia do kapitulacji)

## Struktura organizacyjna
- 639 batalion łączności

- 16 Armia
- 18 Armia